# شعبه الرمادي (إب)

تعديل مصدري - تعديل

شعبه الرمادي هي إحدى قرى عزلة جبل معود بمديرية إب التابعة لمحافظة إب، بلغ تعداد سكانها 255 نسمة حسب تعداد اليمن لعام 2004.